# 加藤龍勇
加藤 龍勇（かとう りょうゆう、1963年1月28日 - ）は、日本のイラストレーター、漫画家。別名：加藤 洋之（かとう ひろゆき）。

## 来歴
1984年、『模型情報』誌連載の『夢幻境戦士エリア』（菊地秀行原作）で、芝浦工業大学のサークルの仲間だった後藤啓介と「加藤洋之＆後藤啓介」名義のコンビでイラストデビュー。その後、小説のカバーイラストや雑誌のイラストなどで人気を博し、1989年度の星雲賞（アート部門）、SFマガジン読者賞（イラストレーター部門）を受賞する。
1999年、後藤啓介とのコンビを解消し加藤龍勇に改名する。以後は絵本の出版や、展覧会を中心に活動している。2005年放映のアニメ『絶対少年』にデザイン協力として参加する。2015年からはAmazon Kindle向けの電子出版での販売も開始した。

## 作品
後藤啓介との共同作品については加藤龍勇+後藤啓介を参照。ここでは単独名義での作品を扱う。

### 印刷出版物
- 『だきしめたい』朝日ソノラマ、2000年11月、ISBN 4-257-03615-X
- 『いちばん猫』朝日ソノラマ、2001年2月、ISBN 4-257-03626-5
- 『まあるくなって…』朝日ソノラマ、2001年5月、ISBN 4-257-03635-4
- 『原体剣舞連 : 加藤龍勇ファンタジー詩画集』宮沢賢治原作、朝日ソノラマ、2002年2月、ISBN 4-257-03644-3

### 電子書籍
- 世界をゆっくり優しく滅ぼす歌（2015年 - 2017年）
- 夏物語（如月サラ著、2017年）
- 青空と殺意（2018年）
- ブルーブック・ライブラリィ（2018年）
- カント・オスティナート　反復する世界（2018年）
- 流刑星にて（2018年）
- Silent Fiction（2019年）
- Songline Flap（2020年）
- Space Flowers（2020年）
- Spiritual Fashion（2021年）
- Scar Face（2022年）
- WindTerra（2023年 - 2024年）
- キャプテン・ドルフと私（2024年）
- 雲と電信柱: utility pole system（2025年）

## 展覧会
- 個展「地平線の祭、地平線の音楽」（2002年、会場：ハンガリー・フゼシュジャルマト日本博物館現代美術ギャラリー）
- 個展（2003年、会場：ルーマニア共和国ナジサロンタ市アラニ記念博物館）
- 個展「はだいろのたましい。」（2007年7月10日 - 15日、会場：GALERIE Malle）[4]
- 聞き上手な動物貸します。 加藤龍勇個展（2009年5月12日 - 5月17日、会場：GALERIE Malle）[5]
- 個展「かものはし亡命政府」（2010年3月18日 - 3月26日、経王寺 本堂）
- 槻城ゆう子・加藤龍勇 二人展「響く花、振える星」（2010年10月12日 - 17日）[6]
- 個展／世界を優しく滅ぼす女たち（2014年7月15日 - 7月20日、会場：GALERIE Malle）[4]
- 「愛」が苦手な少女たち展（2017年11月28日 - 12月3日、会場：GALERIE Malle）[7]
- 個展「Wind Terra」（2023年10月27日 - 11月5日、会場：HOW HOUSE EAST gallery-R）[8]